# Thomas C. Wasson
Pour les articles homonymes, voir Wasson.
Thomas Campbell Wasson (8 février 1896 – 23 mai 1948) est un diplomate américain tué alors qu'il était consul général des États-Unis à Jérusalem. Il était également membre de l'organisme des Nations unies chargé de la surveillance de la trêve.

## Biographie
Wasson est né le 8 février 1896 à Great Falls, Montana et a grandi à Newark, New Jersey. De 1926 à 1929, il a été vice-consul des États-Unis à Melbourne, en Australie. En 1932, il est vice-consul à Puerto Cortés, au Honduras, et en 1938, il devient consul à Lagos, au Nigeria. 
En avril 1948, Wasson est nommé consul général des États-Unis à Jérusalem. Le 15 mai 1948, au terme du mandat britannique sur la Palestine, la guerre israélo-arabe de 1948-1949 éclate. Les combats font rage à Jérusalem. Le 19 mai 1948, The Scotsman cite un rapport de Wasson indiquant que le consul britannique a échappé de peu aux tirs des belligérants se battant aux environs du consulat.
Le 22 mai 1948, juste après 14 heures, Wasson est abattu alors qu'il rentre au consulat américain après une réunion de la Commission de la surveillance de la trêve de l'ONU se tenant au consulat de France. En traversant la rue Wauchope (de nos jours Abraham Lincoln/Hess) pour entrer dans l'allée menant au consulat, il est abattu d'un tir au fusil de calibre 30. Wasson décède le lendemain. Le tireur n'a jamais été identifié. Après le meurtre, des informations contradictoires sont apparues, imputant le meurtre à un Juif ou à un Arabe.
Les funérailles de Wasson ont été relatées par le journaliste américain Arthur Derounian (John Roy Carlson) dans son livre Cairo to Damascus.
Wasson a été remplacé par le vice-consul William Burdette. Sa dépouille, rapatriée aux États-Unis a été inhumée à la la cathédrale nationale de Washington.